# Lijst van Hemelse Meesters
Dit is een lijst van de Hemelse Meesters. Deze waren de hoogste leiders van de daoïstische stroming Zhengyi Dao en Wudoumi Dao geweest.
Zhang Daoling was de oprichter van deze stromingen en daarmee was hij de eerste Hemelse Meester.